# Édouard Jełowicki

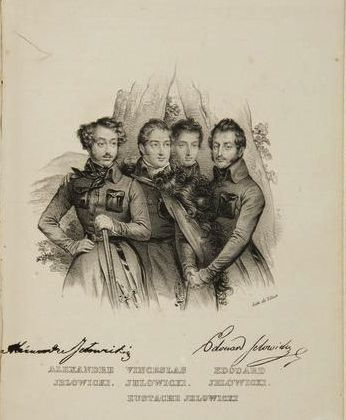
de g. à dr. Aleksander, Wacław (père), Eustachy et Edward Jełowicki en 1830

Édouard Jełowicki, en polonais Edward Bożeniec Jełowicki, (armoiries Jełowicki), né en 1803 à Hubnik, en Ukraine actuelle, et mort le 10 novembre 1848 à Vienne est un insurgent, un militaire polonais, propriétaire et ingénieur centralien. Il fait partie de la Grande Émigration. Il est commandeur de l'artillerie des Forces autrichiennes. puis officier de la Légion étrangère.

## Biographie

### Famille
Descendant de l'aristocratie ruthénienne sa famille intègre la noblesse polonaise et se convertit de l'orthodoxie au catholicisme au début de la formation de la république des Deux Nations. Édouard est le fils aîné de Wacław (Venceslas) Jełowicki, grand propriétaire et sa femme, Honorata née jaroszyńska. Il a deux frères, dont Aleksander, insurgent, écrivain, éditeur et prêtre et Eustachy, insurgent et propriétaire, ainsi qu'une sœur, Hortensja, l'épouse de Piotr Sobański.

### Carrière
Après une éducation soignée à domicile avec ses frères, il sera promu de l'Académie de la reine Thérèse de Vienne. Ensuite, rentré dans son pays natal il est élu Maréchal du Powiat de Haïssyn. En 1830 il est commandeur dans l'insurrection de Novembre en Volhynie, et y participe avec son père et ses deux frères. Son père est tué lors d'une émeute. Édouard et son frère, Aleksander, réussissent de s'échapper derrière la frontière autrichienne. Suivant un long voyage en Europe et en Algérie, où il achète une maison sur la côte, près d'Alger, il décide de continuer des études supérieures. Il entre d'abord à l'École d'état-major à Paris et par la suite, à l'École centrale (Promotion 1839) pour approfondir ses connaissances de mécanicien inventeur. Un de ses projets est un moteur à vapeur. Pendant un séjour a Londres en 1836, il invoque deux brevets d'invention déposés au Royaume-Uni pour son moteur,.
De retour à Paris, il fréquente le grand poète polonais, Adam Mickiewicz, dont son frère, Aleksander, est l'éditeur, et comme ce dernier, il se lie d'amitié avec Frédéric Chopin.
En 1848, il s'engage dans le Printemps des peuples en Autriche. Il est arrêté et emprisonné à Vienne. Sur les ordres du gouverneur de la capitale, le prince Alfred de Windisch-Graetz, il est condamné à une exécution par arme à feu. Le 10 novembre 1848, il écrit une lettre finale à son bien-aimé frère, Aleksander, pour lui faire part de son sort imminent.

## Distinctions
- Ordre militaire de Virtuti Militari
- Légion d'honneur